# NGC 225
NGC 225 (również OCL 305) – gromada otwarta znajdująca się w gwiazdozbiorze Kasjopei. Została odkryta przez Caroline Herschel 27 września 1783 roku. Jest położona w odległości ok. 2,1 tys. lat świetlnych od Słońca.